# Wayne Gardner
Wayner Michael Gardner OAM (ur. 11 października 1959 w Wollongong) – australijski motocyklista i kierowca wyścigowy. Były motocyklowy mistrz świata w kategorii 500 cm³. Jego przydomek w wyścigach motocyklowych brzmiał "Wollongong Whiz". W wyścigach zyskał sobie pseudonim "Captain Chaos", ze względu na wiele incydentów, w jakich brał udział.

## Kariera

### Kariera motocyklowa
Wayne karierę rozpoczął w wieku 18 lat. W MMŚ zadebiutował w roku 1983, w najwyższej kategorii 500 cm³. W zespole British Honda wystartował w dwóch rundach o GP Holandii i Wielkiej Brytanii. W obu wyścigach nie dojechał jednak do mety.
W kolejnym sezonie reprezentował tę ekipę w pięciu eliminacjach. We wszystkich uplasował się w czołowej dziesiątce, a podczas GP Szwecji stanął na najniższym stopniu podium. Zdobyte punkty sklasyfikowały go na 7. lokacie.
W 1985 roku Australijczyk podpisał kontrakt ze stajnią Rothmans-Honda. W ciągu sezonu Garnder pięciokrotnie zameldował się w czołowej trójce, będąc ostatecznie sklasyfikowany na 4. pozycji. W GP Holandii po raz pierwszy ustanowił najlepszy czas okrążenia w wyścigu.
Sezon 1986 rozpoczął od zwycięstwa w inauguracyjnym GP Hiszpanii, dzięki czemu został pierwszym liderem klasyfikacji. Australijczyk stawał na podium jeszcze w siedmiu wyścigach. Drugą wygraną odniósł na holenderskim torze w Assen, natomiast podczas GP Wielkiej Brytanii po raz pierwszy sięgnął po tzw. hattricka (pole position, zwycięstwo, najszybsze okrążenie). Ostatecznie musiał uznać wyższość jedynie Amerykanina Eddie Lawsona, zostając wicemistrzem świata.
Rok 1987 był sezonem, w którym to Wayne nadawał ton rywalizacji, zostając pierwszym australijskim mistrzem świata. W trakcie zmagań aż dwunastokrotnie znalazł się w pierwszej trójce, z czego aż siedmiokrotnie na najwyższym stopniu. Poza tym dziesięciokrotnie startował również z pole position, natomiast w dziewięciu wyścigach uzyskał najszybszy czas okrążenia. W klasyfikacji uzyskał ponad dwieście punktów.
W sezonie 1988 po raz trzeci w karierze walczył o tytuł mistrzowski. Po raz drugi musiał jednak zadowolić drugim miejsce, ustępując pola Lawsonowi. Był to jednak udany sezon, w którym dziewięciokrotnie znalazł się na podium, czterokrotnie przy tym na pierwszym miejscu. Podczas kwalifikacji pięciokrotnie okazał się najlepszy, co było najlepszym wynikiem obok Francuza Christiana Sarrona.
Sezon 1989 stał pod znakiem poważnej kontuzji Australijczyka, który w wyniku urazu odniesionego podczas GP USA, nie był w stanie wziąć udziału w pięciu kolejnych rundach. Do rywalizacji powrócił na GP Holandii, w którym zajął przyzwoite szóste miejsce. W ostatnich pięciu wyścigach (nie wystartował w Brnie) dwukrotnie przeciął linię mety, zajmując odpowiednio trzecią i siódmą pozycje w GP Szwecji oraz Brazylii. Zdobyte punkty usadowiły go na 10. lokacie.
Australijczyk nową dekadę rozpoczął od drugiego miejsca w inauguracyjnym sezon GP Japonii. W kolejnej rundzie (o GP USA) startował z pole position. Wyścigu jednak nie ukończył. Oczekiwany sukces odnotował w GP Hiszpanii, w którym odniósł szesnaste zwycięstwo w karierze. Po GP Narodów u Gardnera odnowiła się kontuzja, na skutek której pauzował w trzech kolejnych eliminacjach. Po raz kolejny pierwszą rundą po rekonwalescencji okazał się wyścig w Assen. Tym razem jednak nie dojechał do mety. Spośród ostatnich siedmiu eliminacji, Wayne czterokrotnie plasował się w czołowej trójce, a podczas kończącego zmagania GP Australii stanął na najwyższym stopniu (wykręcił również najszybszy czas okrążenia). W GP Wielkiej Brytanii uzyskał ostatnie pole position w karierze. W klasyfikacji generalnej sklasyfikowany został na 5. miejscu.
Rok 1991 był ostatnim dla Gardnera w pełnym wymiarze (opuścił jedynie GP Włoch). We wszystkich wyścigach dojechał do mety, będąc jednak w zaledwie trzech na podium. Ostatecznie zmagania zakończył ponownie na 5. pozycji.

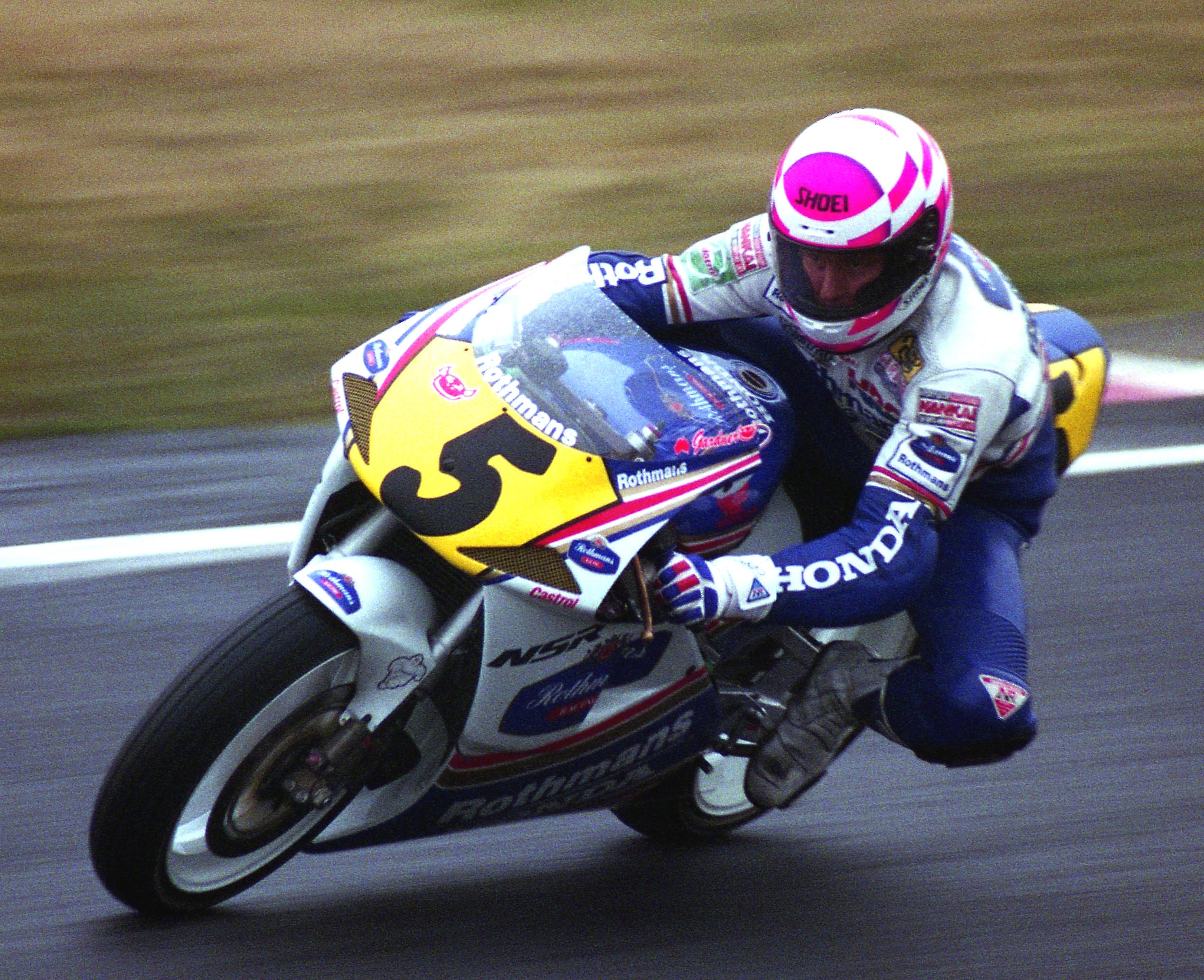
Wayne Gardner podczas GP Japonii w 1992 roku

W sezonie 1992 po raz ostatni pojawił się w mistrzostwach świata. Wayne został zgłoszony do ośmiu wyścigów. Ze względu na problemy z motocyklem nie wystartował jednak w GP Włoch. W pozostałych rundach czterokrotnie plasował się w czołowej trójce, po raz ostatni w kończącej rywalizacji GP RPA (tam również uzyskał najszybsze okrążenie). Podczas GP Wielkiej odniósł osiemnaste, a zarazem ostatnie zwycięstwo w karierze. Po tym roku Gardner zakończył karierę motocyklową.
Oprócz regularnych startów w mistrzostwach globu, Australijczyk brał udział również w 8-godzinnym wyścigu na torze Suzuka, w latach 1985-1986 oraz 1991-1992.
Po zakończeniu kariery motocyklowej, Wayne nadal angażował się w sport, wspierając młodych rodaków. Wypromował m.in. Daryla Beattie. Brał również czynny udział w Festiwalu "Goodwood of Speed", w którym biorą udział znakomici kierowcy motocyklowi i samochodowi.
Dzięki mistrzostwu świata w 1987, Gardner otrzymał Medal Orderu Australii. Przez FIM został uhonorowany jako legenda MotoGP.

### Kariera samochodowa
Po zakończeniu kariery motocyklowej, Australijczyk zaangażował się w sporty samochodowe. W latach 1993–1997 brał udział w Australijskich Mistrzostwach Samochodów Turystycznych (późniejsze V8 Supercars). Początkowo startował w zespole Holden Racing Team, a od 1994 roku we własnym Wayne Gardner Racing. Po sezonie 1997 w V8 Supercars startował tylko okazjonalnie, skupiając się na japońskich mistrzostwach samochodów sportowych - Super GT. W sezonach 1997-2001 ścigał się w nich Toyotą Suprą w fabrycznym zespole TOM'S.
W 1998 roku Wayne wystartował w 24-godzinnym wyścigu Le Mans, w zespole Riley & Scott. Partnerowali mu Philippe Gache oraz inny motocyklista - Belg Didier de Radiguès. Jego załoga zakwalifikowała się na 26. miejscu. W wyniku problemów z silnikiem nie udało im się jednak zakończyć rywalizacji, kończąc zmagania po 155 okrążeniach.
Po sezonie 2002 ostatecznie zakończył karierę wyścigową.

## Statystyki

### 500 cm³
System punktowy od 1969 do 1987:
| Pozycja | 1  | 2  | 3  | 4 | 5 | 6 | 7 | 8 | 9 | 10 |
| Punkty  | 15 | 12 | 10 | 8 | 6 | 5 | 4 | 3 | 2 | 1  |

System punktowy od 1988 do 1992:
| Pozycja | 1  | 2  | 3  | 4  | 5  | 6  | 7 | 8 | 9 | 10 | 11 | 12 | 13 | 14 | 15 |
| Punkty  | 20 | 17 | 15 | 13 | 11 | 10 | 9 | 8 | 7 | 6  | 5  | 4  | 3  | 2  | 1  |

| Rok  | Klasa   | Zespół         | Motocykl     | 1      | 2      | 3      | 4      | 5      | 6      | 7      | 8      | 9      | 10     | 11     | 12     | 13    | 14    | 15    | Punkty | Pozycja | Zwycięstwa |
| ---- | ------- | -------------- | ------------ | ------ | ------ | ------ | ------ | ------ | ------ | ------ | ------ | ------ | ------ | ------ | ------ | ----- | ----- | ----- | ------ | ------- | ---------- |
| 1983 | 500 cm³ | Honda Britain  | Honda NS500  | RSA -  | FRA -  | NAT -  | GER -  | ESP -  | AUT -  | YUG -  | NED NS | BEL -  | GBR NS | SWE -  | RSM -  |       |       |       | 0      | -       | 0          |
| 1984 | 500 cm³ | Honda Britain  | Honda NS500  | RSA -  | NAT 4  | ESP -  | AUT -  | GER -  | FRA -  | YUG -  | NED 5  | BEL 7  | GBR 6  | SWE 3  | RSM -  |       |       |       | 33     | 7       | 0          |
| 1985 | 500 cm³ | Rothmans Honda | Honda NSR500 | RSA 3  | ESP 4  | GER 6  | NAT 3  | AUT 15 | YUG 3  | NED 3  | BEL 4  | FRA NS | GBR NS | SWE NS | RSM 2  |       |       |       | 73     | 4       | 0          |
| 1986 | 500 cm³ | Rothmans Honda | Honda NSR500 | ESP 1  | NAT 16 | GER 2  | AUT 2  | YUG 3  | NED 1  | BEL 4  | FRA 5  | GBR 1  | SWE 2  | RSM 2  |        |       |       |       | 117    | 2       | 3          |
| 1987 | 500 cm³ | Rothmans Honda | Honda NSR500 | JPN 2  | ESP 1  | GER 10 | NAT 1  | AUT 1  | YUG 1  | NED 2  | FRA 4  | GBR 2  | SWE 1  | CZE 1  | RSM 3  | POR 4 | BRA 1 | ARG 3 | 178    | 1       | 7          |
| 1988 | 500 cm³ | Rothmans Honda | Honda NSR500 | JPN 2  | USA 2  | ESP 3  | EXP 5  | NAT 2  | GER 8  | AUT NS | NED 1  | BEL 1  | YUG 1  | FRA 4  | GBR 2  | SWE 2 | CZE 1 | BRA 2 | 229    | 2       | 4          |
| 1989 | 500 cm³ | Rothmans Honda | Honda NSR500 | JPN 4  | AUS 1  | USA NS | ESP NW | NAT NW | GER NW | AUT NW | YUG NW | NED 6  | BEL NS | FRA NS | GBR NS | SWE 3 | CZE - | BRA 7 | 67     | 10      | 1          |
| 1990 | 500 cm³ | Rothmans Honda | Honda NSR500 | JPN 2  | USA NS | ESP 1  | NAT 4  | GER NW | AUT NW | YUG NW | NED NS | BEL 10 | FRA 2  | GBR NS | SWE 3  | CZE 2 | HUN 4 | AUS 1 | 138    | 5       | 2          |
| 1991 | 500 cm³ | Rothmans Honda | Honda NSR500 | JPN 5  | AUS 4  | USA 7  | ESP 7  | ITA -  | GER 5  | AUT 4  | EUR 3  | NED 3  | FRA 10 | GBR 5  | RSM 4  | CZE 4 | VDM 5 | MAL 2 | 161    | 5       | 0          |
| 1992 | 500 cm³ | Rothmans Honda | Honda NSR500 | JPN NS | AUS -  | MAL -  | ESP -  | ITA NW | EUR -  | GER 3  | NED -  | HUN 6  | FRA 2  | GBR 1  | BRA 4  | RSA 2 |       |       | 78     | 6       | 1          |

### Wyścigi samochodowe
| Sezon | Seria                               | Zespół                | Starty | PP | Zwyc. | Punkty | Pozycja |
| ----- | ----------------------------------- | --------------------- | ------ | -- | ----- | ------ | ------- |
| 1993  | Australian Touring Car Championship | Holden Racing Team    | 18     | 0  | 0     | 33     | 14.     |
| 1994  | Australian Touring Car Championship | Wayne Gardner Racing  | 20     |    | 0     | 72     | 12.     |
| 1995  | Australian Touring Car Championship | Wayne Gardner Racing  | 19     |    | 0     | 87,5   | 9.      |
| 1996  | Australian Touring Car Championship | Wayne Gardner Racing  | 30     | 0  | 1     | 182    | 7.      |
| 1996  | All-Japan GT Championship (GT500)   | Toyota Castrol Team   | 5      | 0  | 0     | 27     | 10.     |
| 1997  | Australian Touring Car Championship | Wayne Gardner Racing  | 21     | 0  | 1     | 332    | 9.      |
| 1997  | All-Japan GT Championship (GT500)   | Power Craft           | 3      | 0  | 0     | 10     | 20.     |
| 1998  | All-Japan GT Championship (GT500)   | Power Craft           | 5      | 0  | 0     | 8      | 15.     |
| 1999  | V8 Supercar Championship Series     | Wayne Gardner Racing  | 3      | 0  | 0     | 220    | 40.     |
| 1999  | All-Japan GT Championship (GT500)   | Team Le Mans          | 6      | 1  | 1     | 33     | 12.     |
| 2000  | V8 Supercar Championship Series     | Glenn Seton Racing    | 1      | 0  | 0     | 0      | -       |
| 2000  | All-Japan GT Championship (GT500)   | Toyota Team Le Mans   | 7      | 0  | 0     | 35     | 9.      |
| 2001  | V8 Supercar Championship Series     | Larkham Motor Sport   | 2      | 0  | 0     | 227    | 53.     |
| 2001  | All-Japan GT Championship (GT500)   | TOMs Racing Team      | 7      | 0  | 1     | 46     | 6.      |
| 2002  | V8 Supercar Championship Series     | Stone Brothers Racing | 5      | 0  | 0     | 62     | 50.     |
| 2002  | All-Japan GT Championship (GT500)   | TOMs Racing Team      | 8      | 0  | 0     | 52     | 7.      |